# Iglesia católica en el Sahara Occidental

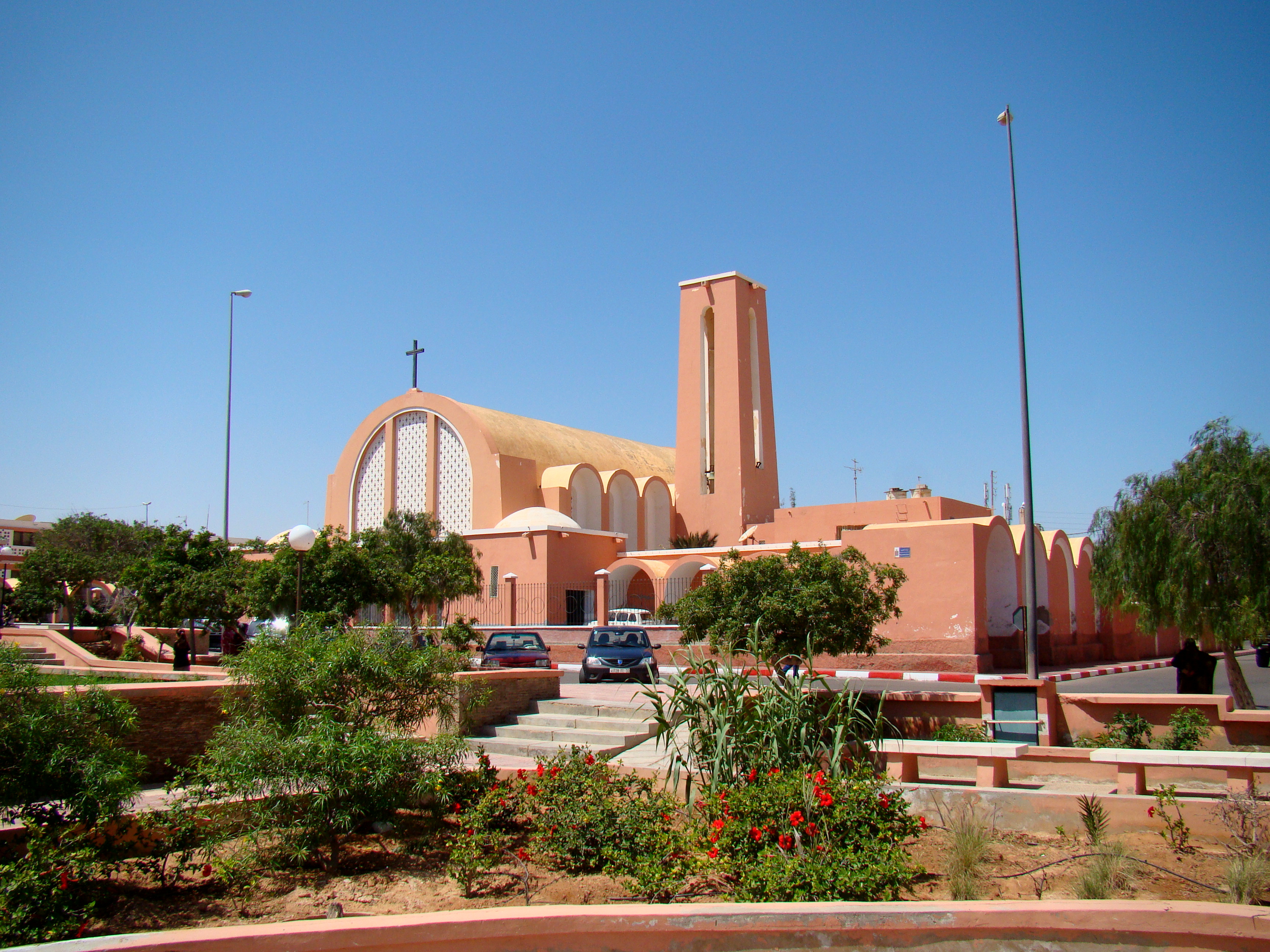
Catedral de San Francisco de Asís (El Aaiún).

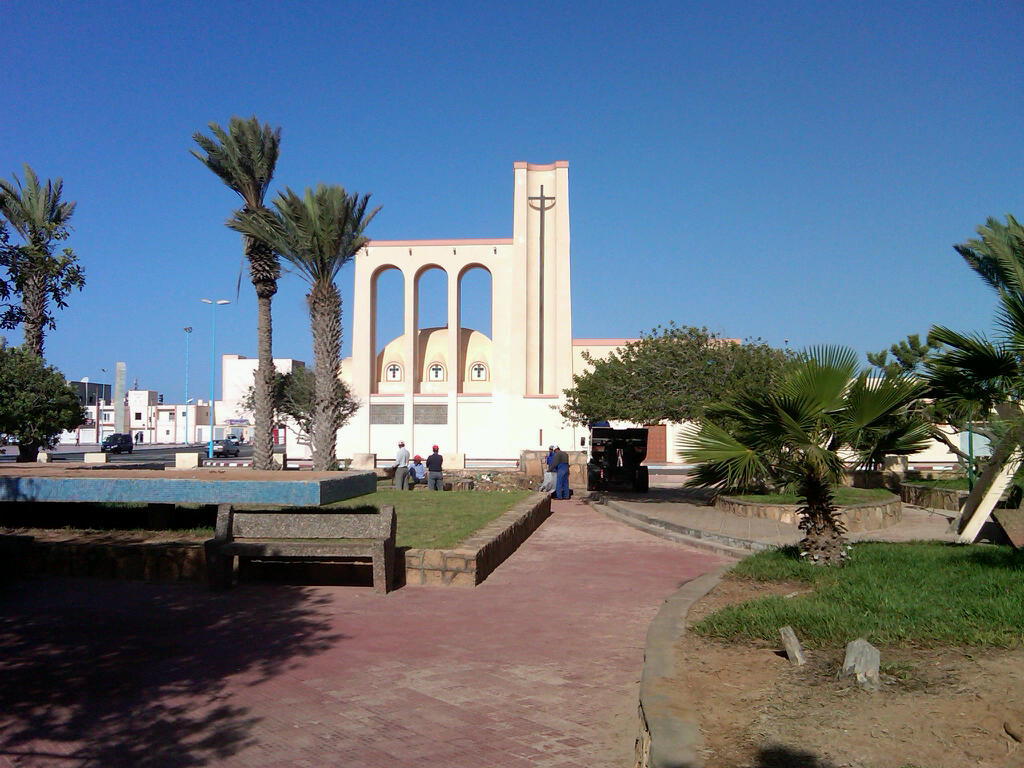
iglesia de Nuestra Señora del Carmen (Dajla).

La Iglesia católica está presente en el Sahara Occidental, a donde llegó gracias a la labor de misioneros españoles, al ser, hasta 1976, colonia y posterior administración provincial, así como por anteriores labores de exploración portuguesas. Antes de que España abandonara la zona, en el Sahara había más de 20 000 ciudadanos españoles católicos, que formaban aproximadamente el 32% de la población total antes de la entrada marroquí.
El Sahara Occidental es una de las zonas más religiosamente homogéneas del mundo. Las estimaciones de The World Factbook indican que la población indígena es completamente musulmana. La comunidad cristiana se compone en gran parte por alrededor de 260 españoles expatriados de una población residente de más de 587 000.
No tiene diócesis propia, con toda la zona formando una sola prefectura apostólica, originalmente administrada por la Prefectura Apostólica del Sahara Español e Ifni, que fue fundada el 5 de julio de 1954. Más tarde pasó a llamarse Prefectura Apostólica del Sahara Español el 2 de mayo de 1970, y posteriormente como Prefectura Apostólica del Sahara Occidental en 2 de mayo de 1976, pocos días de la arriada española. En el año 2014, en el Sahara había 2 parroquias, 2 sacerdotes religiosos y 2 hermanos religiosos laicos.
Sólo tres prefectos apostólicos han supervisado el territorio desde 1954: Félix Erviti Barcelona, (19 de julio de 1954-6 de julio de 1994), Acacio Valbuena Rodríguez (10 de julio de 1994-2009), y Mario León Dorado, designado por el Papa Francisco el 24 de junio de 2013, quien había sido anteriormente jefe de la prefectura apostólica.
Dos elementos destacados son la iglesia de Nuestra Señora del Carmen, de la ciudad de Dajla (anterior Villa Cisneros), y la Catedral de San Francisco de Asís, en El Aaiún.